# Куклина, Полина
Поли́на Куклина (род. 23 июня 1986 года, Москва, СССР) — российская топ-модель. Она появлялась на обложках японского, корейского и русского Vogue.

## Карьера
Модельная карьера Полины началась когда она отправилась за компанию с подругой на кастинг в модельное агентство. Она прошла кастинг вместо подруги и стала профессиональной моделью. Вскоре Куклина появилась в передовицах таких журналов, как Elle, Cosmopolitan и Vogue.
Она участвовала в модных показах таких дизайнеров, как Prada, Alexander McQueen, Louis Vuitton и Nina Ricci. В сентябре 2005 года она появилась на обложке журнала Interview.
Полина появлялась на обложках таких журналов, как Marie Claire Russia и итальянский, японский, корейский и русский Vogue. По состоянию на 2011 год она сотрудничала с несколькими модельными агентствами.